# Дублин (традиционное графство)

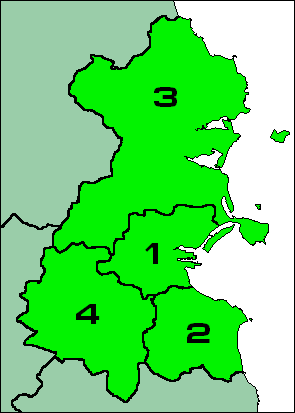
Административные графства Дублинского региона.

Гра́фство Ду́блин, или Ду́блинский райо́н (ирл. Réigiúin Átha Cliath / Contae Bhaile Átha Cliath, англ. Dublin Region / County Dublin) — историческое графство на востоке Ирландии.
До 1 января 1994 года представляло собой административное графство, однако после было преобразовано в 4 отдельные административные единицы:
| Административные графства | Административные графства | Площадь, км²              | Население, чел. (2011) |
| ------------------------- | ------------------------- | ------------------------- | ---------------------- |
| 1                         | Город-графство Дублин     | 114,99 км2 (44 кв. миль)  | 527 612                |
| 2                         | Дун-Лэаре-Ратдаун         | 127,31 км2 (49 кв. миль)  | 206 261                |
| 3                         | Фингал                    | 454,60 км2 (180 кв. миль) | 273 991                |
| 4                         | Южный Дублин              | 222,74 км2 (86 кв. миль)  | 265 205                |

Входит в состав провинции Ленстер. Столица и крупнейший город — Дублин. Население 1 273 069 человек (2011). Площадь территории 922 км².

## Достопримечательности
Монумент в виде иглы.